# Porto di São Francisco do Sul
Il Porto di São Francisco do Sul (in portoghese: Porto de São Francisco do Sul) è uno dei principali porti di Brasile e America Latina. È un porto marittimo situato nella città di São Francisco do Sul, Santa Catarina. È il più grande porto per la movimentazione delle merci a Santa Catarina e il settimo più grande del Brasile.
Il sistema di accesso terrestre al porto è costituito da BR-280, BR-101 e BR-116. Le linee ferroviarie entrano ed escono dal porto attraverso la ferrovia 485, che collega São Francisco do Sul con la città di Mafra, a 167 chilometri di distanza.
Responsabile del 25,61% del carico movimentato dai porti di Santa Catarina, ricevendo una media di 38,6 navi al mese e movimentando carichi generali di 11,4 milioni di tonnellate nel 2018. Attualmente, l'unità è gestita da SCPar Porto de São Francisco do Sul e gestito da Cidasc.
In termini di struttura naturale, il porto di São Francisco do Sul ha un canale di accesso lungo 9,3 miglia, largo 150 metri e profondo 13 metri. Con un'escursione di marea di 2 metri, il bacino di evoluzione è molto ampio. Ci sono 5 zone di ancoraggio ufficiali. In termini di infrastrutture installate, il porto di São Francisco do Sul ha un ormeggio lungo 780 metri e profondo 43 piedi. Sempre facente parte del complesso portuale, il Terminal Babitonga, di proprietà del settore privato, dispone di un attracco lungo 225 metri con un pescaggio massimo di 11 metri. Un sistema di segnalamento elettronico copre i 15 km del canale di accesso e del bacino di evoluzione, essendo il secondo porto brasiliano con questo standard internazionale. Il sistema boa e torre, invece, funziona con l'energia solare e ha un'autonomia fino a 30 giorni. La torre resiste a venti fino a 200 km / h, il che garantisce precisione e sicurezza durante la navigazione nel porto.

## Storia
La storia del porto risale agli anni Quaranta, quando il 1 ° marzo 1941 il Governo Federale emanò un decreto che concedeva la concessione al Governo di Santa Catarina per la costruzione e la gestione di un porto nella storica São Francisco do Sul. Quattro anni dopo , nel 1945, iniziarono i lavori, che furono completati dieci anni dopo. Il 1 luglio 1955 fu inaugurato il porto.
Prima di avere legno e yerba mate come i principali prodotti esportati, oggi il porto di São Francisco do Sul - in funzione insieme al terminal del porto di Santa Catarina (affittato nel 1996 e operativo dal 2001) - è il 3 ° più grande mobilizzatore di rinfuse solide dal sud del paese e le esportazioni di prodotti siderurgici; polpa di cellulosa e fertilizzanti.